# Историја природе
Историја природе (лат. Naturalis historia) је латинско дело Плинија Старијег. Као највеће појединачно дело које је из Римског царства сачувано до данас, Историја природе обједињује информације прикупљене од других античких аутора. Упркос наслову дела, његова тематика није ограничена на оно што се данас подразумева под историјом природе; сам Плиније дефинише свој опсег као „природни свет, или живот”. Дело је енциклопедијског обима, али његова структура није налик модерној енциклопедији. То је једино Плинијево дело које је сачувано и последње које је објавио. Првих 10 књига објавио је 77. године н. е., али није извршио коначну ревизију остатка у време своје смрти током ерупције Везува 79. године. Остатак је постхумно објавио Плинијев нећак, Плиније Млађи.
Дело је подељено на 37 књига, организованих у 10 томова. Оне покривају теме као што су астрономија, математика, географија, етнографија, антропологија, људска физиологија, зоологија, ботаника, пољопривреда, хортикултура, фармакологија, рударство, минералогија, вајарство, уметност и драго камење.
Плинијево Историја природе постало је узор за касније енциклопедије и научне радове због ширине своје тематике, позивања на оригиналне ауторе и свог индекса.

## Преглед
Плинијево Историја природе написано је упоредо са другим значајним делима (која су у међувремену изгубљена). Плиније (23–79. н. е.) је комбиновао своје научне активности са ужурбаном каријером царског администратора за цара Веспазијана. Велики део свог писања обављао је ноћу; дневни сати су били посвећени раду за цара, како објашњава у посветном предговору упућеном Веспазијановом старијем сину, будућем цару Титу, са којим је служио у војсци (и коме је дело посвећено). Што се тиче ноћних сати проведених у писању, они нису сматрани губитком сна, већ додатком животу, јер како наводи у предговору, Vita vigilia est, „бити жив значи бити на опрезу”, у војној метафори стражара који бди ноћу. Плиније тврди да је једини Римљанин који је икада предузео такав рад, у својој молитви за благослов универзалне мајке:

Поздрав теби, Природо, родитељко свих ствари! И удостој се да ми укажеш своју наклоност, мени, који сам, једини од свих грађана Рима, у сваком твом делу, обзнанио твоју хвалу.

Историја природе је енциклопедијског обима, али његов формат није налик модерној енциклопедији. Међутим, има структуру: Плиније користи Аристотелову поделу природе (животињско, биљно, минерално) како би поново створио природни свет у књижевној форми. Уместо да представља одвојене, самосталне одреднице поређане по абецеди, Плинијев уређени природни пејзаж је кохерентна целина, која читаоцу нуди вођени обилазак: „кратак излет под нашим вођством кроз сва дела природе...” Дело је јединствено, али разноврсно: „Моја тема је свет природе... или другим речима, живот”, каже он Титу.
Природа је за Плинија била божанска, пантеистички концепт инспирисан стоичком филозофијом, која је у основи већег дела његовог размишљања, али божанство о којем је реч била је богиња чија је главна сврха била да служи људском роду: „природа, то јест живот” је људски живот у природном пејзажу. Након почетног прегледа космологије и географије, Плиније започиње свој третман животиња са људским родом, „због којег се чини да је велика Природа створила све друге ствари”. Овај телеолошки поглед на природу био је уобичајен у антици и кључан је за разумевање Познавања природе. Компоненте природе нису само описане саме по себи, већ и са погледом на њихову улогу у људском животу. Плиније посвећује низ књига биљкама, са фокусом на њихову медицинску вредност; књиге о минералима укључују описе њихове употребе у архитектури, вајарству, уметности и изради накита. Плинијева премиса се разликује од модерних еколошких теорија, одражавајући преовлађујуће расположење његовог времена.
Плинијево дело често одражава империјалну експанзију Рима, која је донела нове и узбудљиве ствари у престоницу: егзотичне источне зачине, чудне животиње које су излагане или теране у арену, чак и наводног феникса послатог цару Клаудију 47. године н. е. – иако, како Плиније признаје, ово је генерално било признато као фалсификат. Плиније је поновио Аристотелову максиму да Африка увек производи нешто ново. Тврдило се да су разноликост и свестраност природе бескрајне: „Када сам посматрао природу, она ме је увек наводила да ниједну изјаву о њој не сматрам невероватном.” Ово је навело Плинија да препричава гласине о чудним народима на рубовима света. Ове чудовишне расе – Кинокефали или Псоглави, Скијаподи, чија је једна нога могла да служи као сунцобран, Астоми без уста који су живели од мириса – нису биле строго нове. Њих је у V веку п. н. е. поменуо грчки историчар Херодот (чија је историја била широка мешавина митова, легенди и чињеница), али их је Плиније учинио познатијим.
„Пуно разноврсности као и сама природа”, изјавио је Плинијев нећак, Плиније Млађи, и ова оцена у великој мери објашњава привлачност Познавања природе од Плинијеве смрти у ерупцији Везува 79. године. Плиније је отишао да истражи чудан облак – „облика пиније”, према његовом нећаку – који се дизао изнад планине.
Историја природе било је једно од првих античких европских дела које је штампано, у Венецији 1469. године. Енглески превод Филемона Холанда из 1601. године утицао је на књижевност од тада.

## Структура
Историја природе састоји се од 37 књига. Плиније је на почетку дела осмислио summarium, или списак садржаја, који су каснији штампари тумачили као садржај. Табела испод је резиме заснован на модерним називима за теме.
| Том    | Књиге | Садржај |
| ------ | ----- | --- |
| I      | 1     | Предговор и списак садржаја, спискови аутора |
| I      | 2     | Астрономија, метеорологија |
| II     | 3–6   | Географија и етнографија |
| II     | 7     | Антропологија и људска физиологија |
| III    | 8–11  | Зоологија, укључујући сисаре, змије, морске животиње, птице, инсекте |
| IV–VII | 12–27 | Ботаника, укључујући пољопривреду, хортикултуру, посебно лозе и маслине, медицину                                                                                         |
| VIII   | 28–32 | Фармакологија, магија, вода, водени свет |
| IX–X   | 33–37 | Рударство и минералогија, посебно примењено на живот и уметност, рад у злату и сребру, статуе у бронзи, уметност, моделовање, вајарство у мермеру, драго камење и драгуљи |

## Настанак

### Сврха
Плинијева сврха у писању Познавања природе била је да покрије све знање и уметност уколико су повезани са природом или из ње црпе своје материјале. Он каже:
Моја тема је неплодна – свет природе, или другим речима живот; и та тема у свом најмање узвишеном делу, и користећи или сеоске изразе или стране, чак варварске речи које заправо треба увести са извињењем. Штавише, пут није утабана стаза ауторства, нити она у којој је ум жељан да лута: нема никога од нас ко је учинио исти подухват, нити икога међу Грцима ко се сам ухватио укоштац са свим деловима теме.

### Извори
Плиније је проучавао оригиналне ауторитете о свакој теми и пажљиво правио изводе из њихових страница. Његови indices auctorum понекад наводе ауторитете које је заиста консултовао, иако не исцрпно; у другим случајевима, они покривају главне писце на ту тему, чија су имена позајмљена из друге руке од његових непосредних ауторитета. Он признаје своје обавезе према својим претходницима: „Признати оне који су били средство сопствених достигнућа.”
У предговору, аутор тврди да је навео 20.000 чињеница прикупљених из око 2.000 књига и од 100 одабраних аутора. Постојећи спискови његових ауторитета обухватају више од 400, укључујући 146 римских и 327 грчких и других извора информација. Спискови углавном прате редослед тематике сваке књиге. Ово је показано у Disputatio Хајнриха Бруна (Бон, 1856).
Један од Плинијевих ауторитета је Марко Теренције Варон. У географским књигама, Варон је допуњен топографским коментарима Агрипе, које је довршио цар Август; за своју зоологију, он се у великој мери ослања на Аристотела и на Јубу, ученог мауретанског краља, studiorum claritate memorabilior quam regno (v. 16). Јуба је један од његових главних водича у ботаници; Теофраст је такође наведен у његовим Индексима, а Плиније је превео Теофрастово дело са грчког на латински. Друго Теофрастово дело, О камењу, цитирано је као извор о рудама и минералима. Плиније се трудио да користи све доступне грчке историје, као што су Херодот и Тукидид, као и Историјска библиотека Диодора Сикула.

### Метода рада
Његов нећак, Плиније Млађи, описао је методу коју је Плиније користио за писање Познавања природе:

Да ли вас изненађује што је заузет човек нашао времена да заврши толико томова, од којих се многи баве тако ситним детаљима?... Почео би да учи ноћу на Фестивалу Вулкана, не због среће већ из љубави према учењу, дуго пре зоре; зими би почињао у седмом сату... Могао је да спава на позив, и сан би га обузео и напустио усред посла. Пре зоре би ишао код Веспазијана – јер и он је био ноћни радник – а затим би се посветио својим службеним дужностима. По повратку кући, поново би посветио учењу свако слободно време које је имао. Често би лети, након оброка, који је код њега, као у стара времена, увек био једноставан и лаган, лежао на сунцу ако би имао слободног времена, и читала би се књига наглас, из које би правио белешке и изводе.

Плиније Млађи је испричао следећу анегдоту која илуструје ентузијазам његовог ујака за учење:

После вечере читала би се књига наглас, а он би површно правио белешке. Сећам се да је један од његових пријатеља, када је читач погрешно изговорио реч, прекинуо га и натерао да је поново прочита, а мој ујак му је рекао: „Зар ниси разумео значење?” Када је његов пријатељ рекао „да”, он је приметио: „Зашто си га онда натерао да се врати? Изгубили смо више од десет редова због твог прекида.” Толико је био љубоморан на сваки изгубљени тренутак.

### Стил
Плинијев стил писања опонаша стил Сенеке. Он мање тежи јасноћи и живописности, а више епиграматској поенти. Садржи многе антитезе, питања, усклике, тропе, метафоре и друге маниризме Сребрног доба. Његова реченична структура је често лабава и разуђена. Присутна је обилна употреба аблатива апсолутног, а аблативне фразе се често додају у некој врсти неодређене „апозиције” да би се изразило ауторово мишљење о непосредно претходној изјави, нпр.:
|           | Прва половина: опис                                                                  | Друга половина: Плинијево мишљење                                  |
| --------- | ------------------------------------------------------------------------------------ | ------------------------------------------------------------------ |
| Плиније   | dixit (Apelles) ... uno se praestare, quod manum de tabula sciret tollere,           | memorabili praecepto nocere saepe nimiam diligentiam.              |
| Граматика | Активна реченица                                                                     | Фраза у аблативу апсолутном                                        |
| Превод    | У једној ствари Апел се истицао, наиме, знајући када је уложио довољно рада у слику, | спасоносно упозорење да превише труда може бити контрапродуктивно. |

## Историја објављивања

### Прво издање
Плиније је написао првих десет књига 77. године н. е. и био је ангажован на ревизији остатка током преостале две године свог живота. Дело је вероватно објављено са мало ревизије од стране ауторовог нећака Плинија Млађег, који је, када је тридесет година касније причао причу о питомом делфину и описивао плутајућа острва Вадимонског језера, очигледно заборавио да се оба налазе у делу његовог ујака. Он описује Naturalis Historia као Naturae historia и карактерише га као „дело које је учено и пуно материје, и разнолико као и сама природа”.
Одсуство ауторове коначне ревизије може објаснити многе грешке, укључујући и зашто је текст, како пише Џон Хили, „неповезан, дисконтинуиран и није у логичком реду”; а већ 1350. године, Петрарка се жалио на корумпирано стање текста, позивајући се на грешке у преписивању направљене између деветог и једанаестог века.

### Рукописи
Отприлике средином 3. века, Солин је направио сажетак географских делова Плинијевог дела. Почетком 8. века, Беда, који се дивио Плинијевом делу, имао је приступ делимичном рукопису који је користио у свом „De natura rerum”, посебно у одељцима о метеорологији и драгом камењу. Међутим, Беда је ажурирао и исправио Плинија у вези са плимама.
Укупно постоји око 307 сачуваних средњовековних рукописа дела, међутим, овај број је сужен на само 17 за рад на критичком издању од стране Детлефсена (1858–1904). Олсен (1985) је објавио детаље о свим Плинијевим рукописима пре 1200. године, али није покушао да реконструише стему. Године 1141. Роберт из Криклејда написао је Defloratio Historiae Naturalis Plinii Secundi, који се састоји од девет књига изабраних одломака из древног рукописа.
Постоје три независне класе стеме преживелих рукописа Historia Naturalis. Оне су подељене на:
1. Касноантички кодекси: 5–6. век. Ниједан није сачуван у целини; сви као палимпсести или као рециклирани повези за књиге.
2. Vetustiores (старији): 8–9. век[44]
3. Recentiores (млађи): 9. век. Од њих потичу све познате касније средњовековне рецензије од 11–12. века до штампаног издања из 1469.

Текстуалну традицију/стему успоставили су немачки научници Ј. Силиг, Д. Детлефсен, Л. фон Јан и К. Рик у 19. веку. Два Teubner издања објављена су у 5 томова; прво од Л. фон Јана (1856–78; видети спољашње везе) и друго од К. Мајхофа (1892-1906). Најновија критичка издања објавио је Les Belle Letters (1950–), међутим Рив (2007) идентификује више недостатака у овим издањима. Тренутно не постоји потпуно критичко издање текста, а stemma codicum је само делимично схваћена.

#### Древни кодекси
5. век: сви касније палимпсестирани у Француској. Чини се да ниједна од каснијих рецензија не потиче из ових рукописа. Сви сведоче о врло малим деловима Naturalis, при чему Codex Moneus (M) садржи највеће преживеле фрагменте из књига 11–15. Рукописи M, P и Pal. Chat. су првобитно написани у Италији, али су палимпсестирани у Француској у року од једног века, а да нису копирани и формирали су сопствену традицију.
| Сиглум    | Библиотека                                | Сигнатура        | Фолија | Датум (век)                    | Књиге            | Судбина                                                                     | Извор  |
| --------- | ----------------------------------------- | ---------------- | ------ | ------------------------------ | ---------------- | --------------------------------------------------------------------------- | ------ |
| M         | Библиотека опатије Светог Павла, Лавантал | St Gall Cod. 3/1 |        | 5. век: унцијал, Италија       | 11–15            | Палимпсестирано у 7–8. веку у Ликсеју од стране Јеронима преко Проповедника | [ 46 ] |
| N         | Национална централна библиотека у Риму    | 55 (iv.421)      |        | 5. век: унцијал, Италија       | 23 и 25 (делови) | Палимпсестирано око 550–700. са патристичким текстовима                     |        |
| O         | Аустријска национална библиотека          | x.1470           |        | 5. век: унцијал, Јужна Италија | 33 и 34 (делови) | Исечено на траке, коришћено за ојачавање папирусног кодекса.                |        |
| P         | BnF                                       | Latin 9378       | 26     | 6. век                         | 18 (фрагмент)    | Пронађено из повеза књиге.                                                  |        |
| Pal. Chat | BnF                                       | Latin 1629       | 17–20  | 5. век                         | 8 и 9 (делови)   | Палимпсестирано крајем 6. века са Касијаном, Institutiones                  |        |
| Pal. Chat | BnF                                       | Отен 24          | 17–20  | 5. век                         | 8 и 9 (делови)   | Палимпсестирано крајем 6. века са Касијаном, Institutiones                  |        |

#### СредњовековниVetustiores
Најстарији сачувани рукописи Naturalis познати су као vetustiores („старији”), сви датирају из периода од раног 8. до 9. века. Чак и када се комбинују, они нису ни близу представљања Плинијевог целокупног дела од 37 књига: примљени текст зависи од новијих recentiores а однос између vetustiores и recentiores унутар stemma codicum није у потпуности схваћен. Рукописи одговарају Нортамбријском златном добу и Каролиншкој ренесанси. VLF 4 (познат као „Лајденски Плиније”) настао је током Бединог живота у Школи у Јорку, најранији сачувани рукопис написан северно од Алпа. Са димензијама 41cm са 29cm спада међу највеће средњовековне рукописе писане на пергаменту, при чему је за сваки лист била потребна цела кожа (укупно би било потребно најмање 30 животиња). Међутим, упркос томе, нема рупа (уједа инсеката), што показује његов изузетан квалитет. Осим зооморфних капитала, он је, међутим, једноставан и неосветљен за своју величину.
Вероватно је директно копиран из егземплара написаног италским унцијалним писмом, што је захтевало од нортамбријског писара да осмисли ново размакивање и интерпункцију. Naturalis Historia је вероватно била позната Алделму, а сигурно и Беди, за разлику од палимпсестираних судбина ранијих континенталних рукописа. Сматра се да је VLF 4, захваљујући Алкуиновој улози у Каролиншкој ренесанси, донет на франачки двор у Ахену око 796. године, можда као наставно средство. Међутим, на крају није произвео ниједну сачувану копију.
| Сиглум | Библиотека | Сигнатура         | Фолија | Датум (век)                                                       | Књиге                    | Извор  |
| ------ | ---------- | ----------------- | ------ | ----------------------------------------------------------------- | ------------------------ | ------ |
| Q      | BnF        | Latin 10318       |        | око 800: централна Италија                                        | 18–19                    | [ 49 ] |
| A      | Лајден     | Voss. Lat. F.4    | 4r-33v | 8. век (прва половина): инсуларна хибридна минускула, Нортамбрија | 2.196 – 6.51 са 5 лакуна | [ 48 ] |
| B      | Бамберг    | MS Msc. Class. 42 |        | 9. век (прва трећина): Франачка, двор Луја Побожног               | 32–37                    | [ 50 ] |

#### СредњовековниRecentiores(прототипови)
Чак и када се комбинују, vetustiores нису ни близу представљања Плинијевог целокупног дела од 37 књига: уместо тога, прототипски рукописи (recentiores) сви потичу из паралелне гране стеме. Рукописи DGV су сада одвојени делови онога што је некада било комплетно издање књига 1–37. Recentiores су коришћени за критичка издања од стране Les Belles Lettres.
| Сиглум | Библиотека                | Сигнатура        | Фолија | Датум (век)                      | Књиге         | Извор  |
| ------ | ------------------------- | ---------------- | ------ | -------------------------------- | ------------- | ------ |
| D      | Ватиканска библиотека     | Lat. 3861        |        | око 800. н. е.: Корби, Француска | 2.187 – 36.97 | [ 51 ] |
| G      | Лајден                    | Voss. Lat. F. 61 |        | око 800. н. е.: Корби, Француска | 14–22 + 30    |        |
| V      | BnF                       | Lat. 6796        | 52–53  | око 800. н. е.: Корби, Француска | 2.187 – 36.97 | [ 52 ] |
| Ch     | Библиотека Пирпонт Морган | M.871            |        | 9. век (прва половина)           | 1–17          | [ 53 ] |
| F      | Лајден                    | Lipsius 7        |        | 9. век (прва половина)           | 1–37          |        |
| R      | Библиотека Рикардијана    | 488              |        | 9. век (друга половина)          | 1–34          | [ 54 ] |
| E      | BnF                       | Lat. 6795        |        | 9–10. век                        | 1–32          | [ 55 ] |

#### Касније средњовековне рецензије
Чини се да је рукопис Е био широко копиран у 11. и 12. веку. BnF Lat. 6797 (крај 12. века) сматра се да чува елементе паралелне традиције према Рејнолдсу (1983) али Рив (2007) га смешта као потомка F.
| Сиглум | Библиотека                       | Сигнатура          | Датум (век)     | Однос           |
| ------ | -------------------------------- | ------------------ | --------------- | --------------- |
| h      | Државна библиотека у Берлину     | Hamilton 517       | 11.             | Сигуран потомак |
| X      | Луксембург                       | 138                | 12.             | Сигуран потомак |
|        | Лајден                           | Voss. Lat. Q.43    | 12.             | Сигуран потомак |
| n      | Монпеље                          | 473                | 12.             | Сигуран потомак |
| Co     | Копенхаген                       | Gl.Kgl.S.212 2°    | око 1200. н. е. | Сигуран потомак |
|        | Бодлијева                        | Auct. T.1.27       | 12.             | Могући потомак  |
| BnF    | Lat. 6798                        |                    | 12.             | Могући потомак  |
| C      | Ле Ман                           | 263                | 12.             |                 |
| e      | BnF                              | Lat. 6796A         | 12.             | "Верна копија"  |
| a      | Аустријска национална библиотека | Cod. 9 and Cod. 10 | 12.             |                 |

### Штампане копије
Дело је било једно од првих класичних рукописа које је штампано, у Венецији 1469. године од стране Јохана и Венделина из Шпејера, али је Џон Ф. Хили описао превод као „изразито несавршен”. Копија штампана 1472. године од стране Николаса Јенсона из Венеције чува се у библиотеци у Велшкој катедрали.

### Преводи
Филемон Холанд је направио утицајан превод већег дела дела на енглески језик 1601. године. Џон Босток и Х. Т. Рајли су направили комплетан превод 1855. године. Penguin издање објављено је 1991. (прештампано од стране Penguin Classics 2004. године), скраћени превод са уводом и белешкама Хилија.

## Теме
Историја природе је генерално подељено на органске биљке и животиње и неорганску материју, иако постоје честе дигресије у сваком одељку. Енциклопедија такође бележи употребу свих ових ствари од стране Римљана. Њен опис метала и минерала цењен је због својих детаља у историји науке, будући да је најопсежнија компилација која је још увек доступна из античког света.
Књига I служи као Плинијев предговор, објашњавајући његов приступ и пружајући садржај.

### Астрономија
Прва тема која се обрађује је астрономија, у Књизи II. Плиније почиње са познатим универзумом, оштро критикујући покушаје космологије као лудост, укључујући и став да постоје безбројни други светови осим Земље. Он се слаже са четири (Аристотелова) елемента, ватром, земљом, ваздухом и водом, и бележи седам „планета” укључујући Сунце и Месец. Земља је сфера, суспендована у средини простора. Он сматра слабошћу покушај проналажења облика и форме Бога, или претпоставку да би такво биће бринуло о људским пословима. Помиње помрачења, али сматра Хипархов алманах грандиозним јер се чини да зна како Природа функционише. Он цитира Посидонијеву процену да је Месец удаљен 230.000 миља. Он описује комете, напомињући да је само Аристотел забележио да је видео више од једне истовремено.
Књига II наставља са природним метеоролошким догађајима ниже на небу, укључујући ветрове, време, вртлоге, муње и дуге. Враћа се астрономским чињеницама као што је утицај географске дужине на време изласка и заласка сунца, варијација елевације Сунца са географском ширином (што утиче на мерење времена сунчаним сатовима), и варијација дужине дана са географском ширином.

### Географија
У књигама од III до VI, Плиније прелази на саму Земљу. У Књизи III обрађује географију Иберијског полуострва и Италије; Књига IV покрива Европу; Књига V се бави Африком и Азијом, док Књига VI гледа на исток ка Црном мору, Индији и Далеком истоку.

### Антропологија
Књига VII расправља о људском роду, покривајући антропологију и етнографију, аспекте људске физиологије и разне теме као што су величина Јулија Цезара, изузетни људи попут Хипократа и Асклепијада, срећа и судбина.

### Зоологија
Зоологија се обрађује у књигама од VIII до XI. Уноси почињу расправом о копненим животињама, што укључује сисаре, гмизавце, водоземце и низ митолошких створења признатих као стварне животиње (нпр. змајеви). Слон и лав су детаљно описани, са извештајима о понашању, припитомљавању и борбама са бестијаријима. Друге врсте су наведене у вези са њиховим географским распрострањењем, на пример Индија и далеки север. Домаћи пси, коњи и стока су истакнути, са елаборацијом о њиховој употреби за људе, на пример врсте вуне коју производе овце и тканина која се од њих прави.
Затим се излаже „Историја природе риба”. Плиније је све водене животиње идентификовао као „рибе”, правећи разлику између оних „са црвеном крвљу” (китови и традиционалне рибе) и оних „без крви”, при чему су ове друге класификоване на „меке рибе” (главоношци), оне са „танким љуштурама” (нпр. ракови и морски јежеви), и оне затворене у тврде шкољке (нпр. шкољке и пужеви). Такође, медузе су описане са „телима треће природе” као мешавина животиње и биљке. Енциклопедија помиње различите изворе пурпурне боје, посебно мурекс пужа, веома цењен извор тирског пурпура, као и вредност и порекло бисера и проналазак узгоја рибе и узгоја острига. Држање акваријума било је популаран хоби богатих, а Плиније пружа анегдоте о проблемима власника који се превише вежу за своје рибе.
Птице су следеће описане, почевши од ноја и митског феникса. Много детаља је посвећено орловима, који се „сматрају најплеменитијим”, а затим и другим птицама грабљивицама. Плиније класификује птице на основу структуре њихових стопала, примећујући везу између њиховог облика и исхране/станишта повезаног са њиховим власницима. Он хвали песму славуја и разматра везу између поја птица и знамења. Слепи мишеви су наведени међу осталим „крилатим животињама”, али су препознати као живородни и доје своје младе млеком. Следи опсежан преглед репродукције, чула, исхране и понашања животиња у мировању.
Коначно, наведени су инсекти и други зглавкари. Плиније посвећује значајан простор пчелама, којима се диви због њихове марљивости, организације и меда, расправљајући о значају матице и употреби дима од стране пчелара у кошници за сакупљање саћа. Такође, описани су свилена буба и производња свиле, чије се откриће приписује жени по имену Памфила (не помиње се Кина). Покривеност зоологије завршава се приказом анатомије животиња. Плиније тачно идентификује порекло ћилибара као фосилизоване смоле борових стабала. Докази који се наводе укључују чињеницу да неки узорци показују инкапсулиране инсекте, карактеристику која се лако објашњава присуством вискозне смоле. Он помиње како ствара наелектрисање када се трља.

### Ботаника
Ботаника се обрађује у књигама од XII до XVIII, са Теофрастом као једним од Плинијевих извора. Описана је производња папируса и различити квалитети папируса доступни Римљанима. Различите врсте дрвећа и својства њиховог дрвета објашњени су у књигама XII до XIII. Винова лоза, виноградарство и сорте грожђа разматрају се у Књизи XIV, док Књига XV детаљно покрива маслиново дрво, а затим и друго дрвеће, укључујући јабуку и крушку, смокву, трешњу, мирту и ловор, између осталих.
Плиније посвећује посебну пажњу зачинима, као што су бибер, ђумбир и шећер из трске. Он помиње различите врсте бибера, чија је вредност упоредива са вредношћу злата и сребра, док се шећер бележи само због своје медицинске вредности.
Он је критичан према парфемима: „Парфеми су најбесмисленији од свих луксуза, јер бисери и драгуљи се барем преносе на наследнике, а одећа траје неко време, али парфеми губе свој мирис и пропадају чим се употребе.” Он даје резиме њихових састојака, као што је уље руже, за које каже да је најшире коришћена основа. Друге супстанце које се додају укључују смирну, цимет и балзам гуму.

### Лекови, медицина и магија
Главни део Познавања природе, књиге од XX до XXIX, расправља о питањима везаним за медицину, посебно о биљкама које дају корисне лекове. Плиније наводи преко 900 лекова, у поређењу са 600 у Диоскоридовом De Materia Medica, 550 код Теофраста и 650 код Галена.
Помињу се мак и опијум; Плиније напомиње да опијум изазива сан и може бити фаталан. Болести и њихово лечење покривени су у књизи XXVI.
Плиније се бави магијом у Књизи XXX. Он је критичан према маговима, нападајући астрологију и сугеришући да магија потиче из медицине, увлачећи се претварајући се да нуди здравље. Он именује Зороастера из древне Персије као извор магијских идеја. Он наводи да су Питагора, Емпедокле, Демокрит и Платон путовали у иностранство да уче магију, примећујући да је изненађујуће што је ико прихватио доктрине које су донели назад, и да су медицина (Хипократова) и магија (Демокритова) требале истовремено да цветају у време Пелопонеског рата.

### Пољопривреда
Методе које се користе за узгој усева описане су у Књизи XVIII. Он хвали Катона Старијег и његово дело De Agri Cultura, које користи као примарни извор. Плинијево дело укључује расправу о свим познатим култивисаним усевима и поврћу, као и о биљкама и лековима који се од њих добијају. Он описује машине које се користе у узгоју и преради усева. На пример, описује једноставну механичку жетелицу која је секла класове пшенице и јечма без сламе и коју су гурали волови (Књига XVIII, поглавље 72). Она је приказана на барељефу пронађеном у Триру из каснијег римског периода. Он такође описује како се жито меље помоћу тучка, ручног млина или млина погоњеног воденичким точковима, као што се налази у римским воденицама широм Царства.

### Металургија
Плиније опширно расправља о металима, почевши од злата и сребра (Књига XXXIII), а затим о базним металима бакру, живи, олову, калају и гвожђу, као и о њиховим многим легурама као што су електрум, бронза, пјутер и челик (Књига XXXIV).
Он је критичан према похлепи за златом, као што је апсурдност употребе метала за кованице у раној Републици. Он даје примере начина на који су владари проглашавали своју моћ излажући злато опљачкано у својим походима, као што је то учинио Клаудије након освајања Британије, и прича приче о Миди и Крезу. Он расправља о томе зашто је злато јединствено по својој ковности и дуктилности, далеко већој од било ког другог метала. Примери који се наводе су његова способност да се истуче у танку фолију, при чему само једна унца производи 750 листова четири инча у квадрату. Фина златна жица може се уткати у тканину, иако су царске хаљине обично комбиновале са природним влакнима попут вуне. Једном је видео Агрипину Млађу, Клаудијеву жену, на јавној представи на Фуцинском језеру која је укључивала поморску битку, како носи војнички огртач од злата. Он одбацује Херодотове тврдње о индијском злату које су добијали мрави или ископавали грифони у Скитији.
Сребро, пише он, не јавља се у самородном облику и мора се рударити, обично се јавља са рудама олова. Шпанија је производила највише сребра у његово време, многе руднике је покренуо Ханибал. Један од највећих имао је галерије које су се протезале и до две миље у планину, док су људи радили дан и ноћ на дренирању рудника у сменама. Плиније вероватно мисли на воденичко коло са обрнутим погоном које се покреће помоћу газеће траке и које се налази у римским рудницима. Британија, каже он, веома је богата оловом, које се налази на површини на многим местима, и стога га је врло лако вадити; производња је била толико висока да је донет закон који је покушао да ограничи рударење.
Превара и фалсификовање су детаљно описани; посебно фалсификовање новца мешањем бакра са сребром, или чак додавањем гвожђа. Развијени су тестови за фалсификоване новчиће и показали су се веома популарним међу жртвама, углавном обичним људима. Он се бави течним металом живом, који се такође налази у рудницима сребра. Он бележи да је токсична и да се амалгамира са златом, па се користи за рафинисање и екстракцију тог метала. Он каже да се жива користи за позлаћивање бакра, док се антимон налази у рудницима сребра и користи се као козметика за обрве. Главна руда живе је цинабарит, дуго коришћен као пигмент од стране сликара. Он каже да је боја слична scolecium, вероватно кермес инсекту. Прашина је веома токсична, па радници који рукују материјалом носе маске за лице од бешике. Бакар и бронза су, каже Плиније, најпознатији по својој употреби у статуама, укључујући колосе, гигантске статуе високе као куле, од којих је најпознатији Колос са Родоса. Он је лично видео масивну статуу Нерона у Риму, која је уклоњена након цареве смрти. Лице статуе је измењено убрзо након Неронове смрти током Веспазијанове владавине, да би постала статуа Сола. Хадријан ју је преместио, уз помоћ архитекте Декријана и 24 слона, на позицију поред Флавијевог амфитеатра (сада названог Колосеум).
Плиније даје посебно место гвожђу, разликујући тврдоћу челика од онога што се данас назива кованим гвожђем, мекшим квалитетом. Он је оштар у критици употребе гвожђа у ратовању.

### Минералогија
У последње две књиге дела (Књиге XXXVI и XXXVII), Плиније описује многе различите минерале и драго камење, надовезујући се на дела Теофраста и других аутора. Тема се концентрише на највредније драго камење, и он критикује опсесију луксузним производима као што су гравирано камење и резбарије у тврдом камену. Он пружа темељну расправу о својствима флуорита, напомињући да се од њега резбаре вазе и други декоративни предмети. Прича о магнетизму укључује мит о пастиру Магнесу.
Плиније прелази на кристалографију и минералогију, описујући октаедарски облик дијаманта и бележећи да се дијамантска прашина користи од стране гравера драгуља за сечење и полирање другог камења, због своје велике тврдоће. Он наводи да је горски кристал вредан због своје провидности и тврдоће, и да се од њега могу резбарити посуде и оруђа. Он преноси причу о жени која је поседовала кутлачу направљену од тог минерала, плативши за предмет суму од 150.000 сестерција. Нерон је намерно разбио две кристалне чаше када је схватио да ће бити свргнут, како би их ускратио било коме другом.
Плиније се враћа проблему преваре и откривања лажног драгог камења користећи неколико тестова, укључујући тест гребања, где се лажно драго камење може означити челичном турпијом, а право не. Он се позива на употребу једног тврдог минерала за гребање другог, наговештавајући Мосову скалу тврдоће. Дијамант се налази на врху серије јер, каже Плиније, гребе све друге минерале.

### Историја уметности
Плинијева поглавља о римској и грчкој уметности су посебно вредна јер је његово дело практично једини доступан класични извор информација о тој теми.
У историји уметности, оригинални грчки ауторитети су Дурис са Самоса, Ксенократ из Сикиона и Антигон из Кариста. Анегдотски елемент се приписује Дурису (XXXIV:61); обавештења о узастопним развојима уметности и списак радника у бронзи и сликара Ксенократу; и велика количина разних информација Антигону. И Ксенократ и Антигон се помињу у вези са Парасијем (XXXV:68), док се Антигон помиње у индексима XXXIII–XXXIV као писац о уметности утискивања метала, или обраде у орнаменталном рељефу или интаљу.
Грчки епиграми доприносе својим уделом у Плинијевим описима слика и статуа. Један од мањих ауторитета за књиге XXXIV–XXXV је Хелиодор из Атине, аутор дела о споменицима Атине. У индексима за XXXIII–XXXVI, важно место је додељено Пасителу из Напуља, аутору дела у пет томова о чувеним уметничким делима (XXXVI:40), вероватно укључујући суштину ранијих грчких расправа; али Плинијеву задуженост Пасителу пориче Август Калкман, који сматра да је Плиније користио хронолошко дело Аполодора из Атине, као и актуелни каталог уметника. Плинијево познавање грчких ауторитета вероватно је углавном последица Варона, кога често цитира (нпр. XXXIV:56, XXXV:113, 156, XXXVI:17, 39, 41).
За низ ставки које се односе на уметничка дела у близини обале Мале Азије и на суседним острвима, Плиније је био задужен генералу, државнику, говорнику и историчару Гају Лицинију Муцијану, који је умро пре 77. године. Плиније помиње уметничка дела која је Веспазијан сакупио у Храму мира и у својим другим галеријама (XXXIV:84), али велики део његових информација о положају таквих дела у Риму потиче из књига, а не из личног посматрања. Главна заслуга његовог приказа античке уметности, јединог класичног дела те врсте, јесте што је то компилација која се на крају заснива на изгубљеним уџбеницима Ксенократа и на биографијама Дуриса и Антигона.
У неколико пасуса, он даје доказ о независном посматрању (XXXIV:38, 46, 63, XXXV:17, 20, 116 seq.). Он преферира мермерну скулптуру Лаокоон и његови синови у палати Тита (за коју се широко верује да је статуа која се сада налази у Ватикану) у односу на све слике и бронзе на свету (XXXVI:37). Статуа се, према Плинију, приписује тројици вајара са острва Родос: Агесандру, Атенодору (вероватно Агесандровом сину) и Полидору.
У храму близу Фламинијевог циркуса, Плиније се диви Аресу и Афродити Скопаса, „који би били довољни да донесу славу било ком другом месту”. Он додаје:

У Риму заиста има легија уметничких дела; осим тога, једно брише друго из сећања и, колико год да су лепа, ометају нас надмоћне обавезе и послови; јер да бисмо се дивили уметности потребни су нам доколица и дубока тишина (XXXVI:27).

### Рударство
Плиније пружа јасне описе римског рударства. Он детаљно описује рударење злата, са великом употребом воде за испирање алувијалних наслага злата. Опис се вероватно односи на рударство у северној Шпанији, посебно на великом локалитету Лас Медулас. Плиније описује методе подземног рударења, укључујући употребу паљења ватре за нападање стене која носи злато и тако вађење руде. У другом делу свог рада, Плиније описује употребу поткопавања за приступ жилама. Плиније је био оштар у критици потраге за племенитим металима и драгим камењем: „Гангадија или кварцит сматра се најтврђом од свих ствари – осим похлепе за златом, која је још тврдоглавија.”
Књига XXXIV покрива базне метале, њихову употребу и екстракцију. Помиње се рударење бакра, користећи различите руде укључујући бакарни пирит и маркасит, при чему је део рударења подземан, а део на површини. Обрађено је рударење гвожђа, а затим олова и калаја.

## Рецепција

### Средњовековна и раномодерна
Анонимна компилација из четвртог века Medicina Plinii садржи више од 1.100 фармаколошких рецепата, од којих велика већина потиче из Historia naturalis; можда зато што је Плинијево име било везано за њу, уживала је огромну популарност у средњем веку.
Етимологије Исидора Севиљског (Etymologiae, око 600–625) цитирају Плинија 45 пута само у Књизи XII; Књиге XII, XIII и XIV су у великој мери засноване на Познавању природе. Преко Исидора, Speculum Maius Венсана из Бовеа (Велико огледало, око 1235–1264) такође је користио Плинија као извор за своје дело. У том погледу, тврди се да је Плинијев утицај на средњовековни период био веома обиман. На пример, један историчар двадесетог века је тврдио да је Плинијево ослањање на знање засновано на књигама, а не на директном посматрању, обликовало интелектуални живот до те мере да је „кочило напредак западне науке”. Овај став се може приметити у раном модерном периоду када је Николо Леониченов De Erroribus Plinii („О Плинијевим грешкама”) из 1509. године напао Плинија због недостатка одговарајуће научне методе, за разлику од Теофраста или Диоскорида, и због недостатка знања о филозофији или медицини.
Сер Томас Браун изразио је скептицизам у вези са Плинијевом поузданошћу у свом делу Pseudodoxia Epidemica из 1646. године:
Сада, што је веома чудно, једва да постоји популарна заблуда која је у нашим данима присутна, а да није или директно изражена, или дедуктивно садржана у овом делу; које, будући да је у рукама већине људи, показало се као моћан повод за њихово ширење. У томе, ипак, лаковерност читаоца је више за осуду него радозналост аутора: јер он обично именује ауторе од којих је добио те извештаје, и пише само онако како чита, као што у свом предговору Веспазијану признаје.

### Модерна
Грунди Штајнер са Универзитета Нортвестерн, у оцени из 1955. године коју Томас Р. Лен сматра да представља колективно мишљење Плинијевих критичара, написао је о Плинију да „Он није био оригиналан, креативан мислилац, нити пионир истраживања који би се могао поредити ни са Аристотелом и Теофрастом, нити са било којим од великих модерних. Он је, пре, био састављач секундарног изворника.”
Италијански аутор Итало Калвино, у својој књизи Зашто читати класике? из 1991. године, написао је да иако људи често консултују Плинијево Историја природе због чињеница и занимљивости, он је аутор који „заслужује продужено читање, због одмереног кретања његове прозе, која је оживљена његовим дивљењем према свему што постоји и његовим поштовањем према бескрајној разноликости свих феномена”. Калвино примећује да, иако је Плиније еклектичан, није био некритичан, иако су његове оцене извора недоследне и непредвидиве. Даље, Калвино пореди Плинија са Имануелом Кантом, у томе што је Бог спречен логиком да дође у сукоб са разумом, иако (по Калвиновом мишљењу) Плиније прави пантеистичку идентификацију Бога као иманентног у природи. Што се тиче судбине, Калвино пише:
немогуће је на силу угурати ту променљиву која је судбина у природну историју човека: то је смисао страница које Плиније посвећује перипетијама среће, непредвидивости дужине било ког живота, бесмислености астрологије, болести и смрти.

Историчар уметности Јакоб Исагер пише у уводу своје анализе Плинијевих поглавља о уметности у Познавању природе да је његова намера:
да покаже како Плиније у свом енциклопедијском делу – које је резултат адаптација многих ранијих писаца и према самом Плинију било намењено као референтни рад – ипак доследно изражава основни став према Човеку и његовом односу са Природом; како он разуме улогу Човека као проналазача („научника и уметника”); и коначно његов став према употреби и злоупотреби творевина Природе и Човека, према напретку и пропадању. 
Више специфично, Исагер пише да је „водећи принцип у Плинијевом третману грчке и римске уметности функција уметности у друштву”, док Плиније „користи своју историју уметности да изрази мишљења о идеологији државе”.
Пола Финдлен, пишући у Cambridge History of Science, тврди да 
Историја природе је била древни облик научног знања, најближе повезан са списима римског енциклопедисте Плинија Старијег... Његова опширна и духовита Historia naturalis понудила је експанзивну дефиницију ове теме. [Она] је широко описала све ентитете пронађене у природи, или изведене из природе, који су се могли видети у римском свету и о којима се могло читати у његовим књигама: уметност, артефакти и народи, као и животиње, биљке и минерали били су укључени у његов пројекат. 
Финдлен супротставља Плинијев приступ приступу његових интелектуалних претходника Аристотела и Теофраста, који су тражили опште узроке природних феномена, док је Плиније био више заинтересован за каталогизацију природних чуда, а његов савременик Диоскорид је истраживао природу због њене употребе у римској медицини у свом великом делу De Materia Medica.

По мишљењу Мери Бигон, пишући у The Classical Tradition 2010. године:
Historia naturalis је повратила свој статус у већој мери него у било ком тренутку од појаве хуманизма. Рад оних са научном, као и филолошком експертизом, резултирао је побољшањима и Плинијевог текста и његове репутације као научника. Суштинска кохерентност његовог подухвата такође је поново откривена, а његов амбициозни приказ, у свим својим манифестацијама, 'природе, то јест, живота'.. препознат је као јединствени културни запис свог времена.

### Примарни извори

#### Латински
- Комплетан латински текст на LacusCurtius
- Комплетан латински текст са алатима за превођење у Perseus Digital Library
- Naturalis Historia. Pliny the Elder. Johannes de Spira. Venice. before 18 September 1469. Архивирано 18 април 2014 на сајту  у Corning Museum of Glass. (Некада у власништву грофова од Пембрука)
- Naturalis Historia. Pliny the Elder. Karl Friedrich Theodor Mayhoff. Lipsiae. Teubner. 1906.

#### Енглески
- Први енглески превод, од Филемона Холанда, 1601.
- Други енглески превод, од Џона Бостока и Хенрија Томаса Рајлија, 1855; комплетан, са индексом
- The Natural History public domain audiobook at LibriVox
- Свих шест томова бесплатно на Пројекту Гутенберг

#### Италијански
- Historia naturalis (на језику: италијански). Venezia: Bartolomeo Zani. 1489.

### Секундарни извори
- Чланак о Плинију од Јоне Лендеринг, са детаљним садржајем Познавања природе
- Pliny the Elder's World Database